# U-765
U-765 je bila nemška vojaška podmornica Kriegsmarine, ki je bila dejavna med drugo svetovno vojno.

## Zgodovina
Podmornica je bila potopljena 6. maja 1944 v severnemu Atlantiku, potem ko sta jo napadli dve letali iz britanske eskortne letalonosilke HMS Vindex (D 15) ter britanske fregate HMS Bickerton (K 466), HMS Bligh (K 467) in HMS Aylmer (K 463); umrlo je 37 članov posadke, medtem ko je preživelo 11 podmorničarjev.

## Poveljniki
| Poveljniki |                                    |              |                            |
| Št.        | Čin                                | Ime          | Poveljstvo                 |
| 1.         | Nadporočnik (Oberleutnant zur See) | Werner Wendt | 19. junij 1943–6. maj 1944 |

## Tehnični podatki
| Kategorije                                    | Podatki                       |
| --------------------------------------------- | ----------------------------- |
| Teža (t): na površju pod površjem polna Teža  | 769 871 1.070                 |
| Dolžina (m) - tlačni trup (m)                 | 67,10 - 50,50                 |
| Širina (m) - tlačni trup (m)                  | 6,20 - 4,70                   |
| Izpodriv (m)                                  | 4,74                          |
| Višina (m)                                    | 9,6                           |
| Moč (hp): na površju pod podvršjem            | 3.200 750                     |
| Hitrost (vozlov): na površju pod podvršjem    | 17,7 7,6                      |
| Doseg (milja/vozel): na površju pod podvršjem | 8.500/10 80/4                 |
| Torpeda/Torpedne cevi                         | 14/5 (4 na premcu, 1 na krmi) |
| Krovni top (mm)                               | 88                            |
| Mine                                          | 26 TMA                        |
| Posadka                                       | 44-52                         |
| Maksimalni potop (m)                          | 220                           |